# Sulcus caroticus ossis sphenoidalis

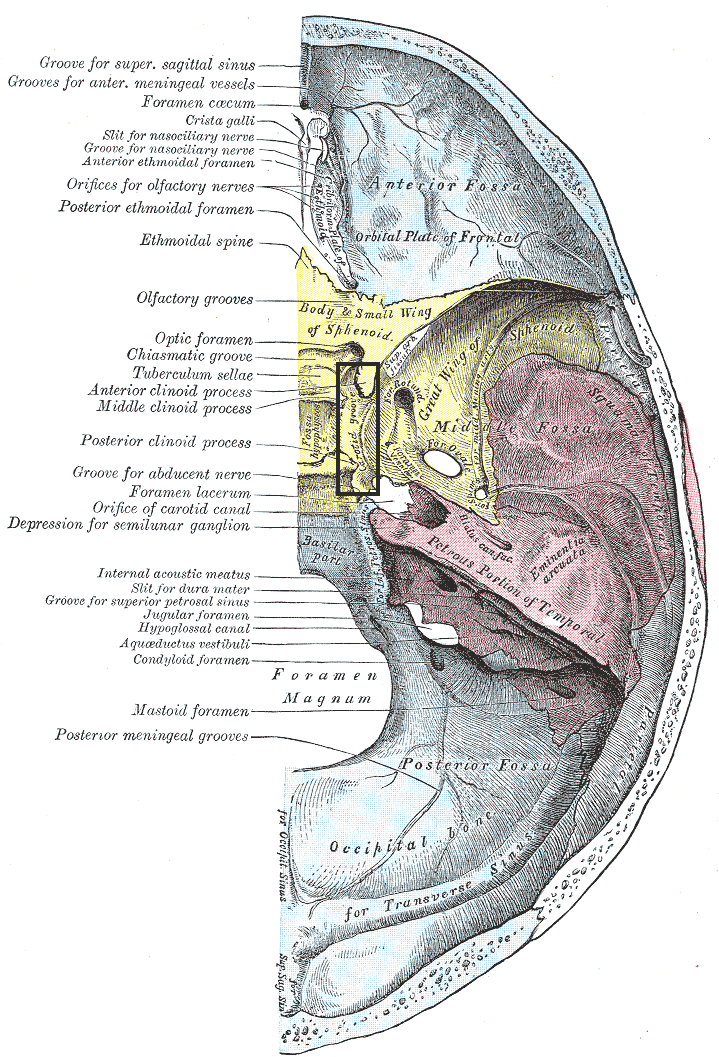
A koponya alja alulról (a fekete téglalap jelöli az árkot)

A két ala major illeszkedési pontja felett található egy durva árok, ami úgy hajlik, mint az olasz f betű. Ez a sulcus caroticus ossis sphenoidalis. Itt található az arteria carotis interna és a sinus cavernosus.